# Maurizio Bellin

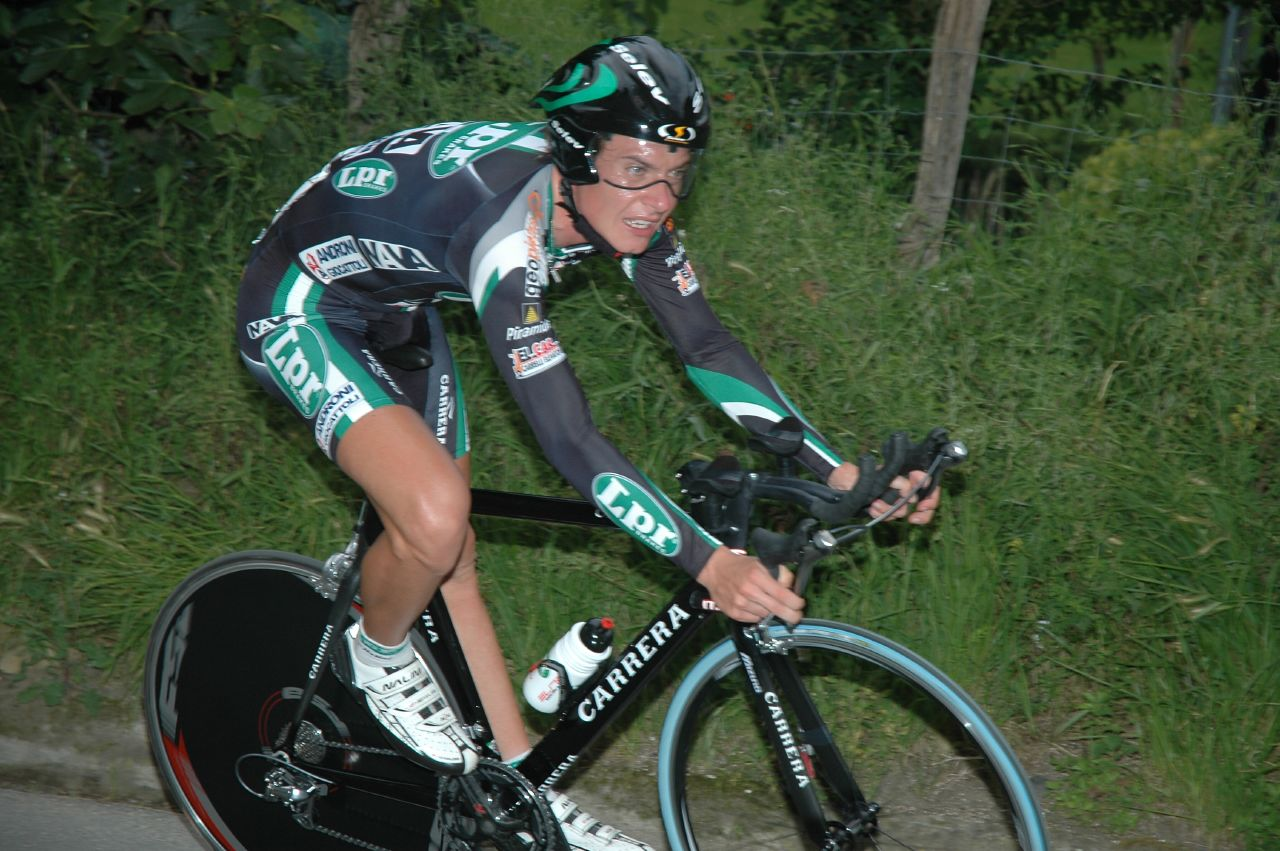
Maurizio Bellin bei der Euskal Bizikleta 2007

Maurizio Bellin (* 2. April 1982) ist ein ehemaliger italienischer Radrennfahrer.

## Werdegang
Maurizio Bellin gewann 2005 das italienische Eintagesrennen Freccia dei Vini und belegte beim Giro della Valsesia 2 den zweiten Platz hinter dem Sieger Piergiorgio Camussa. Im nächsten Jahr fuhr er bei dem italienischen Professional Continental Team Androni Giocattoli-3C Casalinghi. 2007 wechselte er zum Schweizer Team L.P.R., wo er unter anderem Siebter bei der Ronde van Drenthe wurde.

## Erfolge
2005
- Freccia dei Vini

## Teams
- 2006 Androni Giocattoli-3C Casalinghi
- 2007 Team L.P.R.